# Dicranomyia tristina
Dicranomyia tristina är en tvåvingeart som först beskrevs av Alexander 1930.  Dicranomyia tristina ingår i släktet Dicranomyia och familjen småharkrankar. Inga underarter finns listade i Catalogue of Life.